# Луго (Италия)
Луго (итал. Lugo, эмил.-ром. Lugh) — коммуна в Италии, в области Эмилия-Романья, подчиняется административному центру Равенна.
Население составляет 32 440 человек (2008 год), плотность населения — 280 чел./км². Занимает площадь 116 км². Почтовый индекс — 48022. Телефонный код — 0545.
Покровителем коммуны почитается святой Иларий Галеатский, празднование 15 мая.

## Демография
Динамика населения:

## Администрация коммуны
- Официальный сайт: http://www.comune.lugo.ra.it/